# Мутантис
„Мутантис“ (на португалски: Os Mutantes) е рок група в Сао Пауло, Бразилия.
Създадена през 1966 година в Сау Паулу, тя оказва силно влияние върху бразилския психеделичен рок и е тясно свързана с течението тропикалия. Групата многократно променя състава си, през 1978 година се разделя и е възстановена през 2006 година.